# 안데르 에레라
안데르 에레라 아구에라(스페인어: Ander Herrera Agüera, 1989년 8월 14일 ~ )는 스페인의 축구 선수로, 현재 보카 주니어스에서 중앙 미드필더로 뛰고 있다.

## 클럽 경력
2014년 6월 27일에 맨유와 4년 계약을 맺고 이적한 에레라는 2014년 7월 24일에 열린 LA 갤럭시와의 프리시즌 친선 경기에 출전해 데뷔전을 치렀는데, 중원에서 맹활약을 펼치며 경기 최우수 선수로 선정됐다.
이날 맨체스터 유나이티드는 LA 갤럭시와의 친선 경기서 7-0 완승을 거뒀다.
그리고 2014년 8월 16일, 스완지 시티와 개막전에서 공식 리그 데뷔전을 치렀으며, 9월 15일에는 퀸스 파크 레인저스와의 홈 경기에서 EPL 데뷔골을 기록하였다.
2016년 10월 18일(한국시각)에는 노스웨스트 더비에서 11번의 가로채기와 3차례의 걷어내기 등으로 수비적인 임무를 완벽하게 수행하였으며 펑점 9.69점을 받았다.
2017년 4월 17일(한국시각)에 열린 첼시와의 리그 33라운드 경기에서 에덴 아자르를 완벽히 막아내며 탄탄한 수비력을 보여줌과 동시에 1골 1도움을 기록하는 맹활약을 펼쳐 팀의 2-0 승리를 이끌어냈다. 이 날 맹활약을 펼친 에레라는 영국 언론 '데일리 미러'로부터 평점 9점을 받았다.
그리고, 맨유 구단 공식 홈페이지를 통해 4월의 선수로 선정되었으며, 2017년 5월 19일에는 안토니오 발렌시아를 242표차로 따돌리고 맷 버스비 올해의 선수상 수상하였다.
그 후, 2017년 5월 25일(한국시각 새벽)에 열린 유로파리그 결승전에서 MOM(Man Of the Match)으로 선정되었다. 2018-19 시즌 후, 맨유와 계약이 만료된 에레라는 맨유와 결별하였다.
2019년 7월 4일, 에레라는 파리 생제르맹(PSG)과 5년 계약을 체결했다.
2022년 8월 27일, 에레라는 임대 계약으로 아틀레틱 빌바오에 복귀했다. 다음 날, 그는 23번 유니폼을 입고 산 마메스 스타디움에서 2,000명의 팬들 앞에서 소개되었다. 2023년 1월 31일, 아틀레틱은 추가 비용 없이 에레라의 매입 옵션을 행사했다. 2024년 6월 13일, 그는 계약을 2025년까지 연장했다.

## 국가대표 경력
2016년 10월 3일(한국시각)에는 하비 마르티네스가 부상으로 스페인 국가대표팀에서 이탈하자, 그를 대신하여 에레라가 대표팀에 합류함으로써 에레라는 이번 스페인 국가대표팀에 처음으로 발탁되는 영광을 안았다.
2016년 11월 16일(한국시각)에는 스페인과 잉글랜드와의 평가전에 후반 교체투입 되어 A매치 데뷔전을 치렀으며, 경기는 2:2 무승부로 종료되었다.

## 수상 경력

### 클럽

#### 맨체스터 유나이티드
- FA컵 : 2015-16
- EFL컵 : 2016-17
- UEFA 유로파리그: 2016-17
- FA 커뮤니티 쉴드 : 2016

#### 파리 생제르맹
- 리그 1 : 2019–20, 2021–22
- 쿠프 드 프랑스 : 2019–20, 2020–21
- 쿠프 드 라 리그 : 2019-20
- 트로페 데 샹피옹 : 2019, 2020
- UEFA 챔피언스리그 준우승 : 2019-20

#### 아틀레틱 클루브
- 국왕컵 : 2023-24
- UEFA 유로파리그 준우승 : 2011-12

#### 스페인
- 지중해 게임 : 2009
- UEFA U21 유로 : 2011

### 개인
- UEFA U21 유로 토너먼트의 팀 : 2011
- 맷 버즈비 경 올해의 선수 : 2016-17
- UEFA 유로파리그 시즌의 스쿼드 : 2016-17